# Järvenpää
Järvenpää (Träskända és el nom suec) és una ciutat al sud de Finlàndia, situada a la província històrica de Häme a només 35 kilòmetres de Hèlsinki. Té una població de 37.505 i una extensió de 39.88 km².

## Història
Järvenpää es va separar de la seva ciutat mare, Tuusula el 1951. Järvenpää va ser una ciutat mercat (kauppala) després de la separació. Els districtes veïns de Kellokoski i Nummenkylä no s'afegiren al municipi de Järvenpää i la controvèrsia sobre aquest tema encara és polèmic cinquanta anys més tard. Kellokoski va romandre com a part del municipi de Tuusula.
A Järvenpää se li concedí el títol de ciutat (kaupunki) el 1967.

## Geografia
Järvenpää està situada en la via fèrria Hèlsinki-Riihimäki, uns 37 quilòmetres cap al nord de Hèlsinki. Les ciutats veïnes són Tuusula, Sipoo i Mäntsälä. La gent també es refereix a Kerava com a veïna de Järvenpää, tot i que no comparteixen tècnicament els seus límits, el quilòmetre d'ample que les separa pertany a Tuusula.

## Transports
El ferrocarril passa pel centre de la ciutat. A més a més de l'estació principal de Järvenpää, també s'hi troben les de Kyrölä, Saunakallio, Haarajoki i Purola.
El viatge a Hèlsinki triga al voltant de mitja hora, tant per carretera com amb tren, i a l'aeroport de Helsinki-Vantaa al voltant de 20 minuts. Les connexions de tren amb la capital són bones. Els trens d'Uusimaa surten de l'estació central dues vegades cada hora (xx:12 i xx:41), i des de les altres estacions un cop per hora.

## Cultura
Järvenpää es coneix principalment per Ainola, la casa del compositor Jean Sibelius. Se situa aproximadament dos quilòmetres cap al sud del centre de ciutat. El compositor va traslladar-se amb la seva família a una casa de camp propera, obra de Lars Sonck, el 24 de setembre de 1904, on va viure fins a la seva mort el 1957. Ainola està oberta als visitants durant els mesos d'estiu amb el nom de "museu de Sibelius".
Juhani Aho va anar a viure amb la seva muller Venny Soldan-Brofeldt a Järvenpää el 1897. Habitaren durant 14 anys una vil·la, anomenada Vårbacka, prop de la costa de Tuusulanjärvi. La vil·la es va rebatejar més tard amb el nom d'Ahola.

## Persones il·lustres
- Paavo Heininen (1938), músic
- Tomi Nybäck (n.1985), Gran Mestre d'escacs
- Eero Remes (1985), pilot